# さくらいさんとやまうちくん
『さくらいさんとやまうちくん』は、1999年4月5日から2001年3月30日までHBCラジオ（北海道放送）で放送されていたワイド番組である。放送時間は毎週月曜 - 金曜 9:00 - 11:00（日本標準時）。
番組は、前半1時間と後半1時間それぞれで別の趣向を凝らしていた。山内要一と高橋直子がメインを務める9時台は、クイズと情報発信を主とする内容で放送。そして桜井宏がメインを務める10時台は、放送当時の世論などについて特集するジャーナリズム色の強いパートとして放送された。

## コーナー

### 9時台
オープニングクイズ 情報バラエティーQQQのQ
放送日に関するものをクイズ形式で紹介する。新聞記事から出題されることが多かった。5つのヒントがあり、ヒントが出ることに賞金が半分になる。解答は1つのヒントにつき1回。第1ヒントで正解すると賞金は10000円。以降5000円、2000円、1000円、500円となっていく。
なお、期間限定で「クイズ100人に聞いちゃいました」を行うことがあった。これは、前日（前日が日曜日となる月曜放送分においては前週の金曜日）にその店舗で100人から取ったアンケートの結果をクイズにしており、そのクイズに店員（ほとんどが店長）が答えるというものであった。『クイズ100人に聞きました』と同じ方式で、3回間違うとクイズ終了。回答者が1人のみの少数意見を外しているので合計100にはならないが、すべて答えを当てた場合には賞金は20000円、3回間違った場合には当てた答えの回答者数1人につき100円が賞金（75人なら7500円）となる。この企画実施に際し、山内と高橋が「アンケート隊」として調査に参加することもあった。
ちょっと旅してみませんか？
北海道内で行われるイベントなどを紹介する。
山内要一のクイズ何も当たりません
「今日は何の日」に関する出来事などをクイズにし、それに高橋が答えるコーナー（数回高橋が出題者になったが、すべて山内に答えている）。正解しても何も当たらない。
期間限定で、視聴者向けにその問題の解答を書いてはがきで送ると抽選で賞品が当たることがあった。
トピッカーの流行通信（月曜）
トピッカードライバーの2人が流行るものを紹介するコーナー。後に心理ゲームコーナーとなる。
愛と青春のヤマウチ（火曜）
山内がこの1週間に感じたことについて語るコーナー。
うわさのマガジン（水曜）
注目の本や雑誌を紹介するコーナー。
アップダウンのおもしろ東京ウオッチング（木曜）
当時吉本興業札幌事務所に所属していたアップダウンが、東京へ行ったときの出来事を紹介するコーナー。
アップダウンの東京進出に伴い、同じ事務所に所属していたビタミンCと途中交代した。
怒TELくん（金曜）
視聴者からの怒りを留守番電話に吹き込み、それを聞くコーナー。
後に金曜10時台のコーナーになった。
ヘルプをクリック → 直子の教えてランド
視聴者からの疑問・質問を高橋直子が調査して回答するコーナー。
※9時49分から9時54分までは、道内各地の放送局の時間となっていた。

### 10時台
うわさの噂
巷の噂について検証するコーナー。
休日や特定の曜日においては、替わって以下のコーナーが行われた。
クイズ！ポテトショック
休日限定で実施。『クイズタイムショック』と同様に、1分間に12問の問題に答える。その後、高橋がパーティーゲームの「ポテトショック」に間違えた問題数のみポテトを引く。12本（実際には20本）のポテトのうち2本が本体とつながっており、それを引くと本体にあるポテトが勢いよく飛び出してゲームオーバーとなり賞金はもらえない。はずれ2本を引かないでクリアーすると、賞金9999円を獲得できる。
直子一座の絵本朗読会（金曜）
高橋を座長とする直子一座が毎週絵本を朗読するコーナー。「怒TELくん」に替わってスタートした。
マイトピックス
視聴者から寄せられたメッセージやイベントや気がついたニュースの情報を紹介するコーナー。
※10時44分頃から10時50分頃までは「現場から東海林のり子がお伝えします！」が放送されていた。